# Indianismo

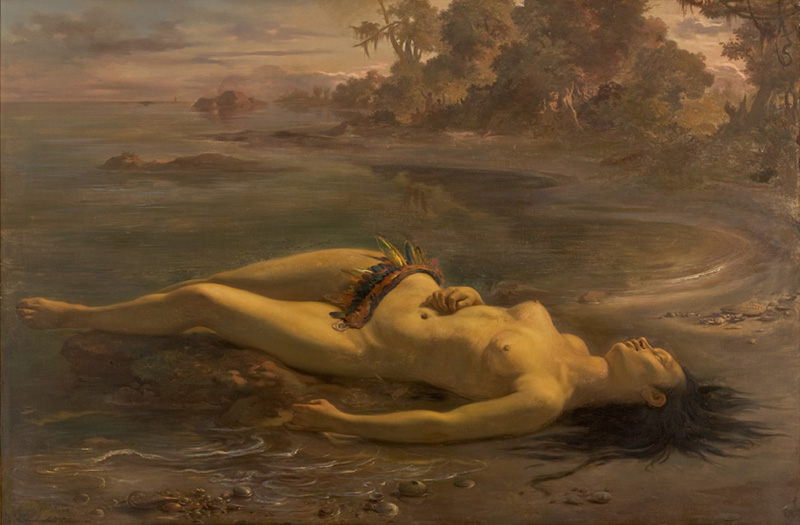
Victor Meirelles, Moema (dipinto del 1866, museo d'arte di San Paolo).

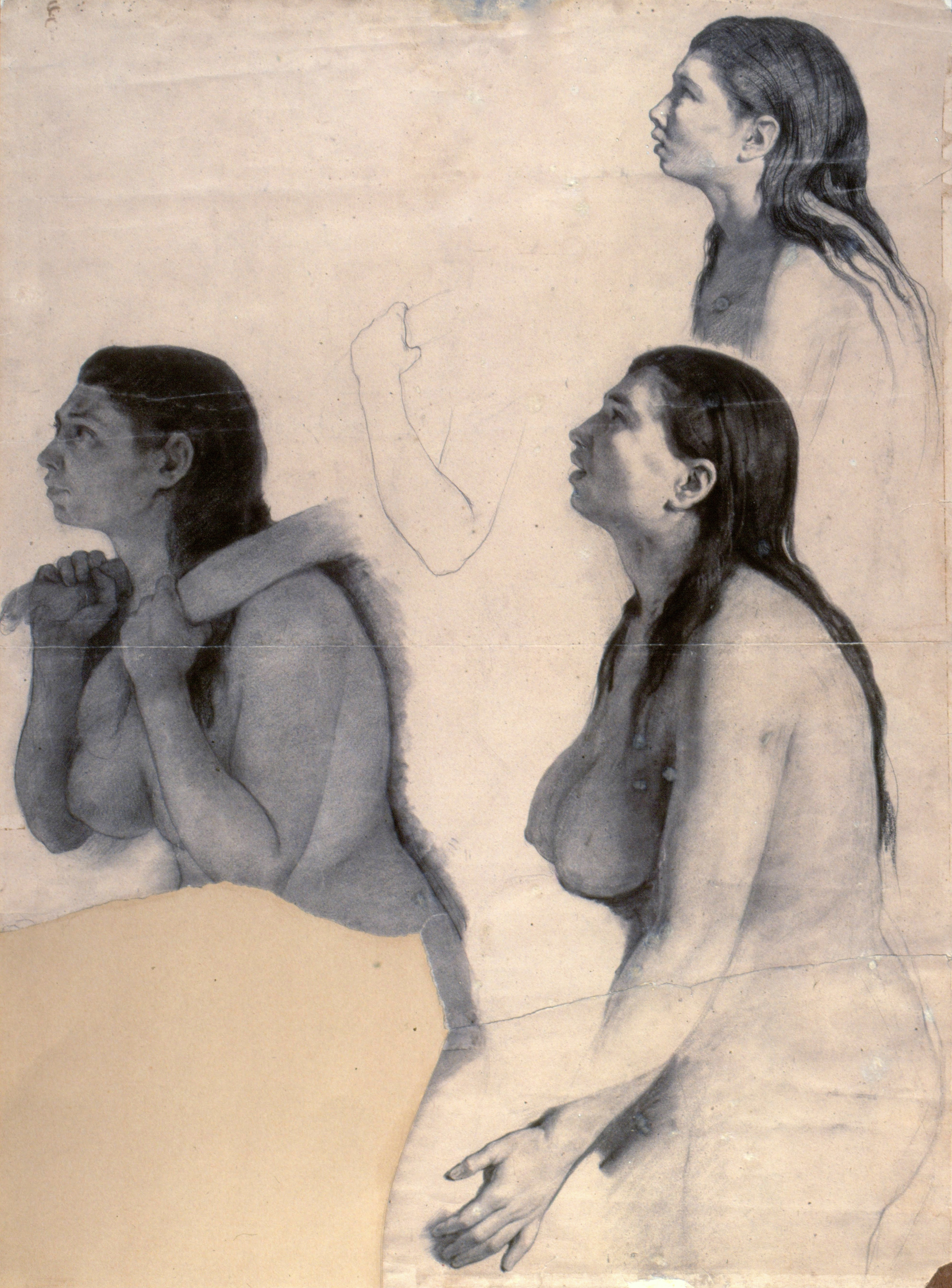
Victor Meirelles, disegno preparatorio per il suo dipinto La prima messa in Brasile (1858 - 1861, Museo nazionale delle belle arti del Brasile).

Nella letteratura brasiliana, indianismo è il termine che indica l'idealizzazione dei popoli indigeni del Brasile (noti come "Indios"), i cui protagonisti talvolta sono dipinti come degli eroi nazionali mitici. Era una delle caratteristiche del romanticismo in Brasile ed ebbe anche un'estensione, seppur piccola, nelle arti plastiche brasiliane nel corso del diciannovesimo secolo.
Mentre nel continente europeo i romantici idealizzavano il cavaliere medioevale, in Brasile non c'era altra alternativa che divinizzare l'indigeno, dato che in questo paese il Medioevo non venne vissuto storicamente.
L'indianismo di Castro Alves portò alla poesia anti-schiavitù, che valorizzava il canto della natura e di ispirazione indianista. La poesia nera in Brasile, in particolare, conobbe il suo apice con João da Cruz e Sousa e Jorge de Lima. Con l'opera di José de Alencar, l'indianismo romantico è un'espressione dell'epica associata alla lirica in delle dimensioni mitiche. Egli criticava la società carioca, la città nella quale era cresciuto, evidenziandone gli aspetti negativi e i costumi borghesi. In queste opere, predominano i personaggi dell'alta società, con la presenza notevole di figure femminili. I poveri o gli schiavi hanno un ruolo piccolo o non lo hanno affatto negli intrighi. L'opera di Gonçalves Dias, d'altro canto, si riferisce a una forma di sentimento nativista; divenne persino un sinonimo di indipendenza nella sua modalità di indianismo romantico.
Il romanzo indianista, tipicamente brasiliano, fu una delle tendenze principali del romanticismo di questo paese. Il prestigio dell'indianismo (che faceva dell'indio e dei costumi indigeni un centro di interesse letterario) presso il pubblico fu grande e immediato. Vari fattori contribuirono alla sua creazione, tra i quali:
- le idee del filosofo illuminista e preromantico Jean-Jacques Rousseau. Secondo lui, in origine l'uomo era puro, ma si era corrotto dal contatto con la civiltà. Perciò, Rousseau vede nell'uomo primitivo il modello dell'essere umano.
- in Brasile, queste idee vennero accolte pienamente dagli artisti e dal pubblico, perché l'indiano locale poteva essere identificato con il buon selvaggio russoviano; l'antica colonia portoghese non possedeva della materia medievale ricca e avventurosa del romanticismo europeo: il cavaliere medioevale rappresentava la figura dell'eroe romantico, giusto, fedele, coraggioso, forte ed etico. Quindi è l'autoctono dei territori coloniali brasiliani che rappresenta la purezza, l'innocenza dell'uomo non corrotto dalla società, oltre ad assomigliare agli eroi medievali. Lo stesso Brasile, di nuovo indipendente, divenne una sorta di "paradiso americano" al riparo dalla decadenza culturale delle civiltà portoghese ed europea in generale.

## Contesto

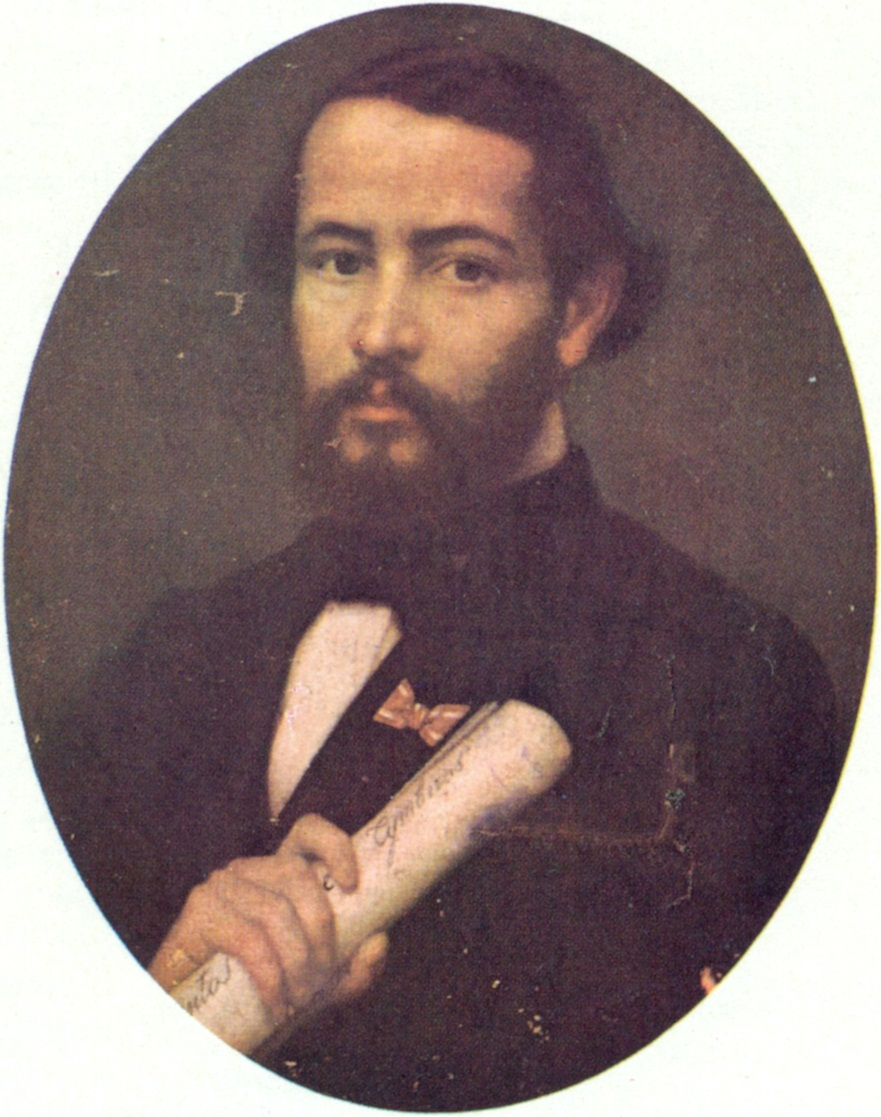
Antônio Gonçalves Dias, il più celebre poeta indianista.

In Europa, il romanticismo cercò il suo eroe nei cavalieri medioevali. In Brasile, l'eroe cavalleresco non poteva esistere, poiché il paese era troppo giovane per aver vissuto il Medioevo. Nemmeno i portoghesi non potevano essere gli eroi, perché il Brasile si era conquistato la sua indipendenza, e quindi nutriva un risentimento verso i portoghesi; tanto meno i neri, venuti dall'Africa, perché il pensiero dell'epoca non lo permetteva. Restavano gli indios, la popolazione che abitava il paese prima della conquista europea.
Sebbene si discostasse dall'indianismo e fosse una voce marginale all'interno del romanticismo, Castro Alves passò alla storia come il "poeta degli schiavi", creando delle poesie abolizioniste e antirazziste come O Navio Negreiro (La nave negriera) e Vozes d'África (Voci d'Africa).
Ad aver stimolato l'emergere del romanticismo in Brasile fu anche la proclamazione dell'indipendenza nel 1822, che, a sua volta, diede inizio alla definizione dell'identità brasiliana. Anche noti come nativisti, questi scrittori popolarono i loro romanzi e i loro versi di indiani che corrono liberi nel loro ambiente naturale e magnifico. Il principio romantico non era ricostruire una verità storica, ma trovare dei valori da presentare ai lettori.
Così, la prima ondata della letteratura e della filosofia sulla "brasilianità" (che potrebbe essere definita "nazionalista" o "indianista"), è segnata dall'esaltazione della natura, dal ritorno al passato storico, dalle influenze del medievalismo romantico, dalla creazione dell'eroe nazionale con la figura dell'indio, da cui il nome di "generazione indianista". Altre caratteristiche presenti sono il sentimentalismo e la religiosità. Tra gli autori principali spiccano José de Alencar, Gonçalves de Magalhães, Gonçalves Dias e Manuel de Araújo Porto-Alegre.
Nel complesso, il romanticismo e l'indianismo vengono definiti e spiegati come due coordinate il cui punto di intersezione è il nazionalismo. Essere indianista è un modo di praticare il romanticismo, radicandolo nel contesto brasiliano:
(J. A. Castello, A polêmica sobre "A Confederação dos tamoios", p. XXVII)

## Fasi dell'indianismo

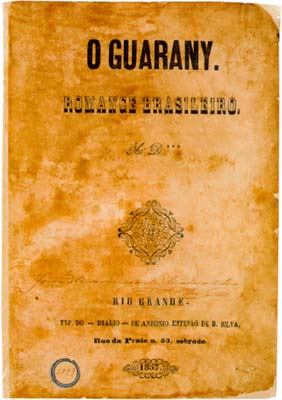
La copertina della prima edizione di O Guarani di José de Alencar (1857).

1. L'indianismo barocco — padre José de Anchieta;
2. L'indianismo arcadico — Basílio da Gama, autore del poema epico O Uraguai;
3. L'indianismo romantico — José de Alencar, in prosa, con i romanzi O Guarani, Iracema e Ubirajara, tra gli altri. Alencar difese la creazione di un "consorzio tra gli indigeni (che forniscono la natura abbondante) e il colonizzatore europeo (che, in cambio, offre la cultura, la civiltà)". È così che nacque il brasiliano. Viene sempre esaltata la natura della patria, che è una cornice perfetta per un incontro simbolico tra un indio e un europeo, per esempio.[4] Nelle arti visive, si citano i dipinti Moema, di Victor Meirelles, Marabá e L'ultimo tamoio, di Rodolfo Amoedo;[8]
4. L'indianismo di Gonçalves Dias — Gonçalves Dias, in poesia, con delle poesie distribuite in libri diversi, soprattutto I-Juca-Pirama (nel quale si racconta la morte delle ultime vestigia della tribù Tupi, divorate dagli indios della tribù Timbira), Marabá e l'incompiuto Os Timbiras.